# Axewitch
Axewitch (oftast skrivet Axe Witch) är ett svenskt kulthårdrocksband som bildades runt 1981 i Linköping, men splittrades 1987. En återförening skedde i maj 2007.

## Historia
Axe Witch originalmedlemmar var Anders Wallentoft (sång), Magnus Jarl (gitarr), Mikael Johansson (gitarr), Tommy Brage (basgitarr) och Mats Johansson (trummor). De vann en musiktävling där första priset var att få spela in i en studio. De spelade in i slutet av 1981 och i slutet på 1982 gavs EP:n Pray For Metal ut.
1983 gavs det första albumet ut, The Lord Of Flies.
Efter det sparkades Brage från bandet och ny basgitarrist blev Magnus Hedin.
Efter det tredje albumet, Visions Of The Past, hoppade Mikael och Mats Johansson av bandet. De avhoppade medlemmarna ersattes av Klas Wollberg (gitarr) och Abbey (trummor).
De gav ut ytterligare ett album 1985. Efter många medlemsbyten och inget nytt material blivit släppt, så splittrades slutligen Axe Witch 1987.
2007 återförenades Axe Witch med medlemmarna Anders Wallentoft, Magnus Jarl, Lasse Fallman (basgitarr), Mikael Johansson (numera A'delid) och Mats Johansson.
Axe Witch spelade på 2008 års upplaga av Sweden Rock Festival och började på ett nytt studioalbum. I mars 2012 hoppade Lasse Fallman av bandet och Björn Hernborg blev den nya basisten. Inspelningen av det nya albumet fortsätter.

## Medlemmar
Nuvarande medlemmar
- Anders Wallentoft – sång (1981–1987, 1991, 2007– )
- Magnus Jarl – gitarr (1981–1987, 1991, 2007– )
- Mats Johansson – trummor (1981–1985, 1991, 2007– )
- Mikael A'delid (Mikael Johansson) – gitarr (1981–1985, 1991, 2007– )
- Björn "Berta" Hernborg – basgitarr (2012– )

Tidigare medlemmar
- Tommy Brage – basgitarr (1981–1985)
- Klas Wollberg – gitarr (1985–1986; död 1996)
- Magnus Hedin – basgitarr (1985–1986)
- Abbe "Abbey" Enhörning – trummor (1985–1986)
- Ralf Petersson – gitarr (1986–1987)
- Per-Ove Johansson – trummor (1986–1987)
- Denny Printz – basgitarr (1986–1987)
- Lasse Fallman – basgitarr (2007–2012)

## Diskografi
Demo
- Demo (1982)
- The Losers – '86 Demo (1986)

Studioalbum
- The Lord of Flies (1983)
- Visions of the Past (1984)
- Hooked on High Heels (1985)

EP
- Pray for Metal (1982)

Singlar
- "3-Track Maxi" (1984)

## Kuriosa
- Trummisen Mats Johansson spelade senare med några gamla medlemmar från kultbandet Mindless Sinner under namnet Skinny Horse.
- Magnus Jarl och Denny Printz hoppade senare på hårdrocksbandet Sleazy Rose.